# Jacques Maus
Jacques Maus (ur. 28 października 1905 w Brukseli, zm. ?) – belgijski bobsleista startujący na początku lat 30. XX wieku.

## Kariera
Na igrzyskach w Lake Placid zajął 10. miejsce w dwójkach z Christianem Hansezem.